# آرشاک ماکیچیان
آرشاک ماکیچیان (ارمنی: Արշակ Արթուրի Մակիչյան؛ انگلیسی: Arshak Makichyan؛ زادهٔ ۲ ژوئن ۱۹۹۴) فعال اقلیمی اهل ارمنستان است.

## زندگی‌نامه
وی در ۲ ژوئن ۱۹۹۴ در ایروان به دنیا آمد .